# NGC 1306
NGC 1306 (другие обозначения — ESO 481-23, IRAS03188-2541, PGC 12559) — спиральная галактика (Sb) в созвездии Печь. Открыта Ормондом Стоуном в 1886 году. Описание Дрейера: «очень тусклый, очень маленький объект, более яркий в середине, в 4' к востоку расположена звезда 10,5-й величины».
Этот объект входит в число перечисленных в оригинальной редакции «Нового общего каталога».

## Характеристики
Галактику NGC 1306 можно наблюдать в телескоп в северо-западной части созвездия Печь, рядом со звездой HD 20980. Невооружённым глазом её не видно. Лучшее время наблюдения — ноябрь. Космическим телескопом Спитцер был проведён обзор звёздных структур в 2352 галактиках — Spitzer Survey of Stellar Structure in Galaxies (S4G). Данные показали, что галактика NGC 1306 имеет флоккулентную морфологию, т.е. имеет фрагментарную спиральную структуру. Диаметр галактики в оптическом диапазоне определяется в 8,0 килопарсек. 
NGC 1306 входит в состав группы Эридана — гравитационно связанных между собой галактик раннего типа.